# Crebbio
Crebbio è una frazione del comune di Abbadia Lariana, in provincia di Lecco, il cui nome parrebbe derivare dal latino 'quadrivium"
Il paese, che sorge sul pendio di un rilievo collinare ad un'altezza di circa 370 metri, è costituito da un borgo di case antiche che nel medioevo era dotato di un sistema difensivo, di cui rimane una casatorre, in protezione del territorio, incluso Mandello del Lario. La chiesa parrocchiale di Sant'Antonio viene citata nei documenti relativi ad una visita pastorale effettuata nel 1528 dall'allora vescovo di Como Gianantonio Volpi: “Per la chiesa di San Giorgio, vicinanza di Crebio, Lombrino, Zana e Magiana… la facciata si dipinghi a rosso e l’immagine di San Giorgio. Alla suddetta spesa concorrino li vicini di detti luoghi'.
Ogni anno a gennaio, in occasione della Festa di Sant'Antonio Abate, si prepara la tipica polenta oncia condita col formaggio locale servita con altre pietanze.